# Pałac w Jakubowicach (powiat namysłowski)
Pałac w Jakubowicach – zabytkowy pałac w Jakubowicach, w gminie Wilków, w powiecie namysłowskim.
Obiekt zbudowany na planie prostokąta jest kryty wysokim dachem czteropołaciowym. Od frontu ryzalit ograniczony jest po bokach pilastrami, które znajdują się również na rogach budynku. Do głównego wejścia, w centralnej części fasady, prowadzą proste schody.

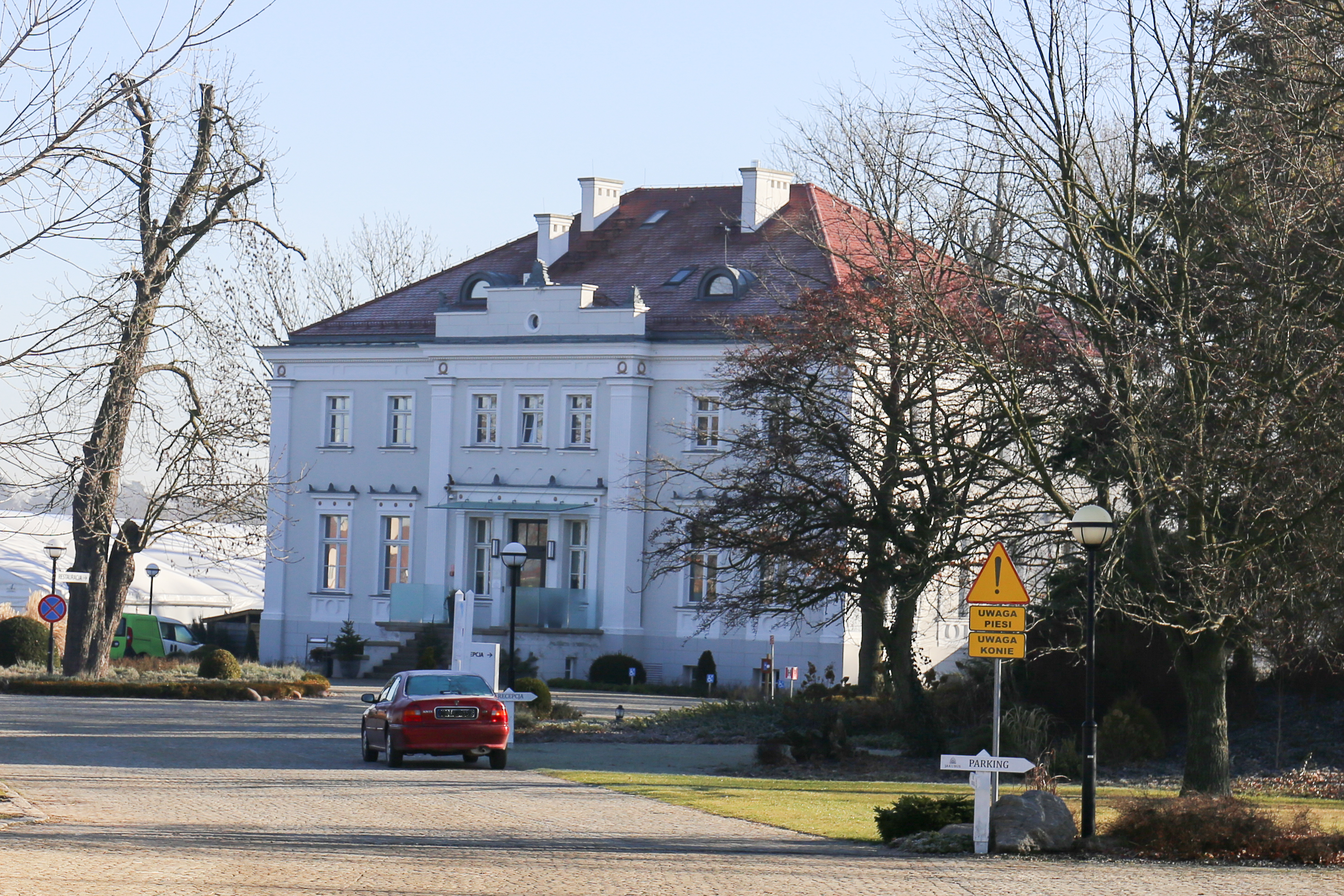
Pałac w 2019 r.